# Мирамбо (Приморская Шаранта)
Мирамбо́ (фр. Mirambeau) — коммуна во Франции, находится в регионе Пуату — Шаранта. Департамент коммуны — Приморская Шаранта. Входит в состав кантона Мирамбо. Округ коммуны — Жонзак.
Код INSEE коммуны — 17236.

## Население
Население коммуны на 2010 год составляло 1504 человека.
| 1962 | 1968 | 1975 | 1982 | 1990 | 1999 | 2010 |
| ---- | ---- | ---- | ---- | ---- | ---- | ---- |
| 1480 | 1541 | 1364 | 1344 | 1409 | 1457 | 1504 |

## Ссылки

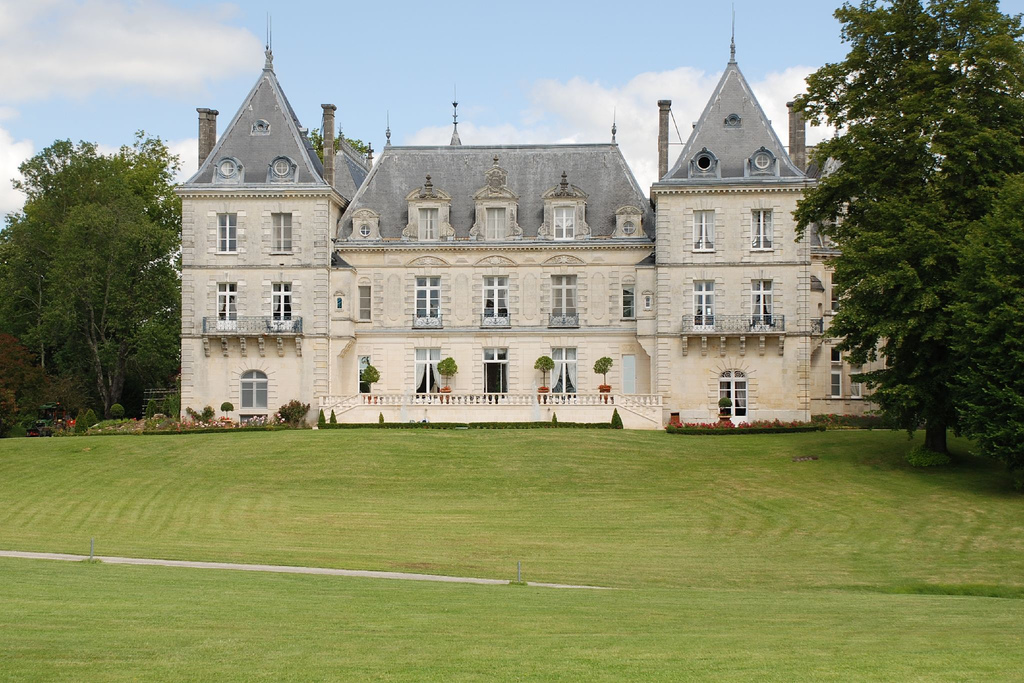
Фасад замка Мирамбо